# Little Joe 1A
Little Joe 1A (LJ-1A) foi terceiro teste do sistema de escape no lançamento para a espaçonave Mercury, usando o foguete
Little Joe. O lançamento ocorreu em 4 de novembro de 1959. 
Este voo foi uma repetição do Little Joe 1 (LJ-1). O objetivo era testar um lançamento sob condições de cargas aerodinâmicas altas. Após a decolagem, os sensores de pressão deveriam indicar quando as pressões dinâmicas corretas para o acionamento do sistema de escape fossem atingidas. Isso deveria ocorrer trinta segundos após o lançamento. Um sinal era então enviado aos "parafusos explosivos" para separar a capsula do foguete. Até esse ponto, tudo se passou como planejado. 
A taxa de impulso específico, também deveria acionar o motor de escape. O motor de escape foi acionado, mas demorou para gerar o empuxo necessário, fazendo com que a manobra de escape, não ocorresse sob a pressão dinâmica desejada. Por conta disso, uma nova repetição desse teste foi agendada. O restante da missão deste o lançamento até a recuperação, transcorreram sem problemas. O LJ-1A, atingiu 14,5 km de altitude e 18,5 km de alcance. A velocidade foi de 3254 km/h, o voo durou 8 minutos e 11 segundos com uma carga útil de 1007 kg.    